# Wyers-Nunatakker
Die Wyers-Nunatakker sind eine Gruppe von Nunatakkern im ostantarktischen Enderbyland. Sie ragen westlich des Wyers-Schelfeises an der Basis der Sakellari-Halbinsel auf.
Luftaufnahmen der Australian National Antarctic Research Expeditions aus den Jahren 1956 und 1957 dienten ihrer Kartierung. Das Antarctic Names Committee of Australia benannte sie nach Robert W. L. Wyers, Glaziologe auf der Mawson-Station im Jahr 1961.